# كأس ديفيز 1984
كأس ديفيز 1984  هو الموسم 73 من  كأس ديفيز. فاز فيه منتخب السويد لكأس ديفيز.